# Halichoeres chloropterus
Halichoeres chloropterus es una especie de peces de la familia Labridae en el orden de los Perciformes.

## Morfología
Los machos pueden llegar alcanzar los 19 cm de longitud total.

## Distribución geográfica
Se encuentra desde las Filipinas hasta la Gran Barrera de Coral.